# Bọ phấn thuốc lá
Bọ phấn thuốc lá (tên khoa học Bemisia tabaci) là một loài côn trùng cánh nửa trong họ Aleyrodidae, phân họ Aleyrodinae. Chúng được Gennadius miêu tả khoa học đầu tiên năm 1889.

## Hình ảnh

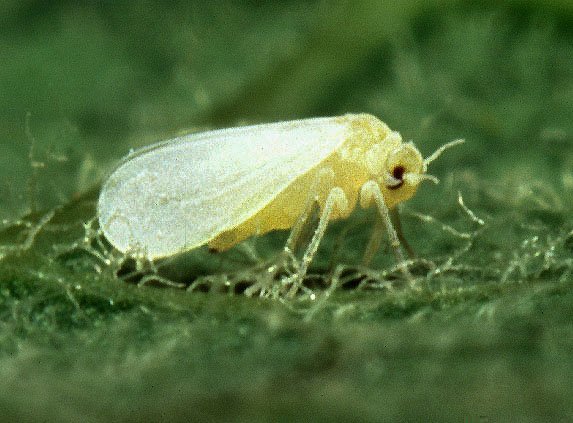
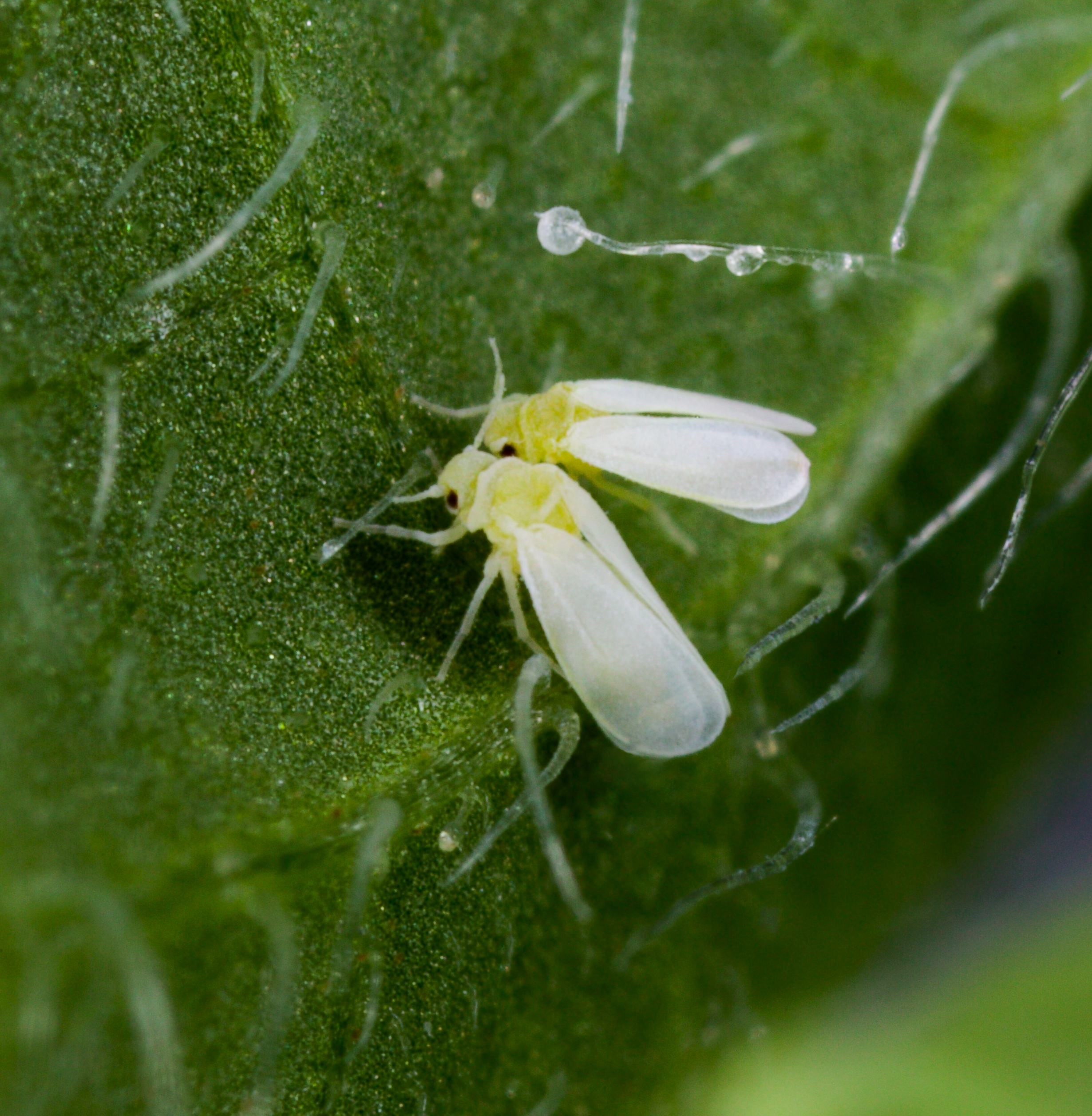
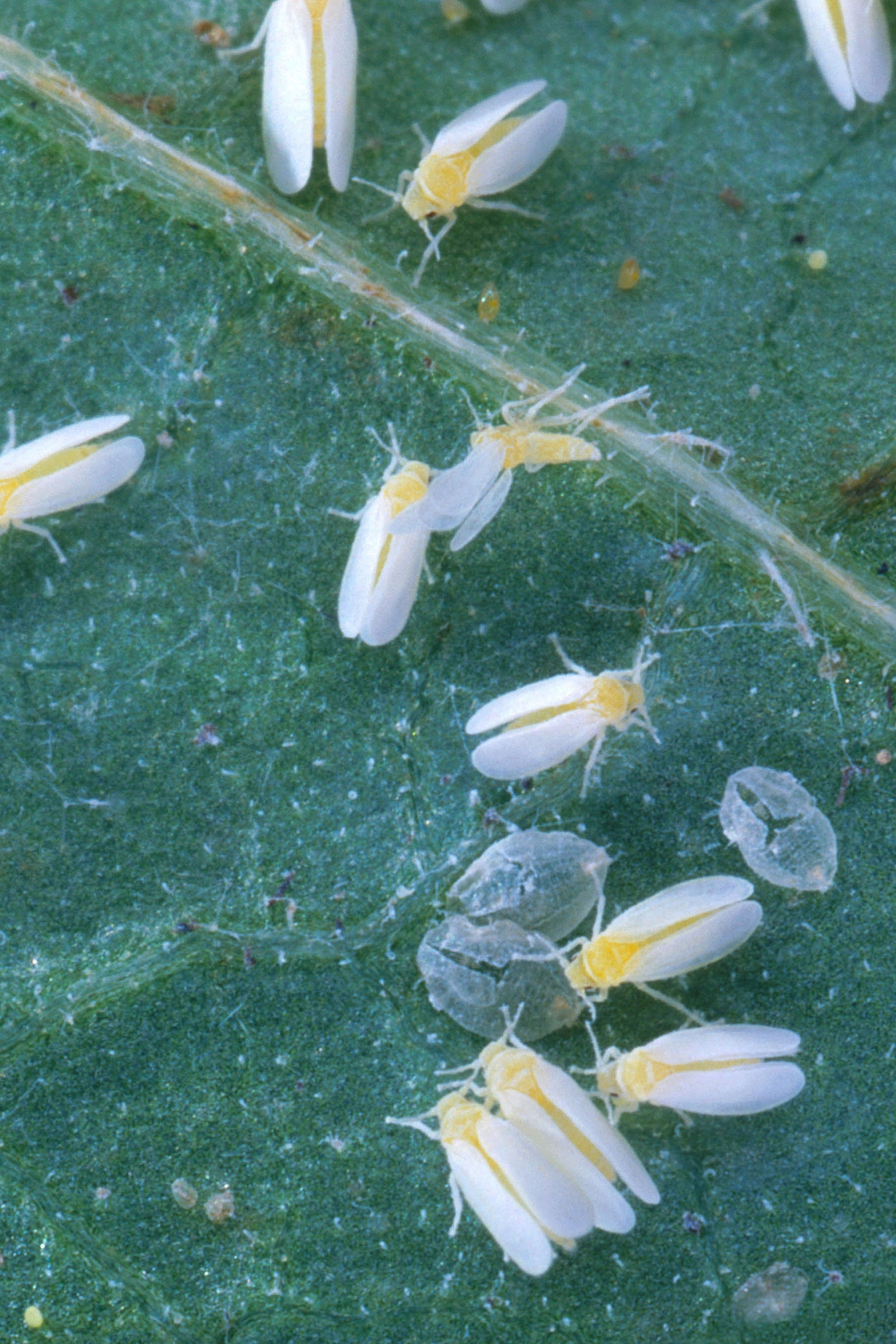
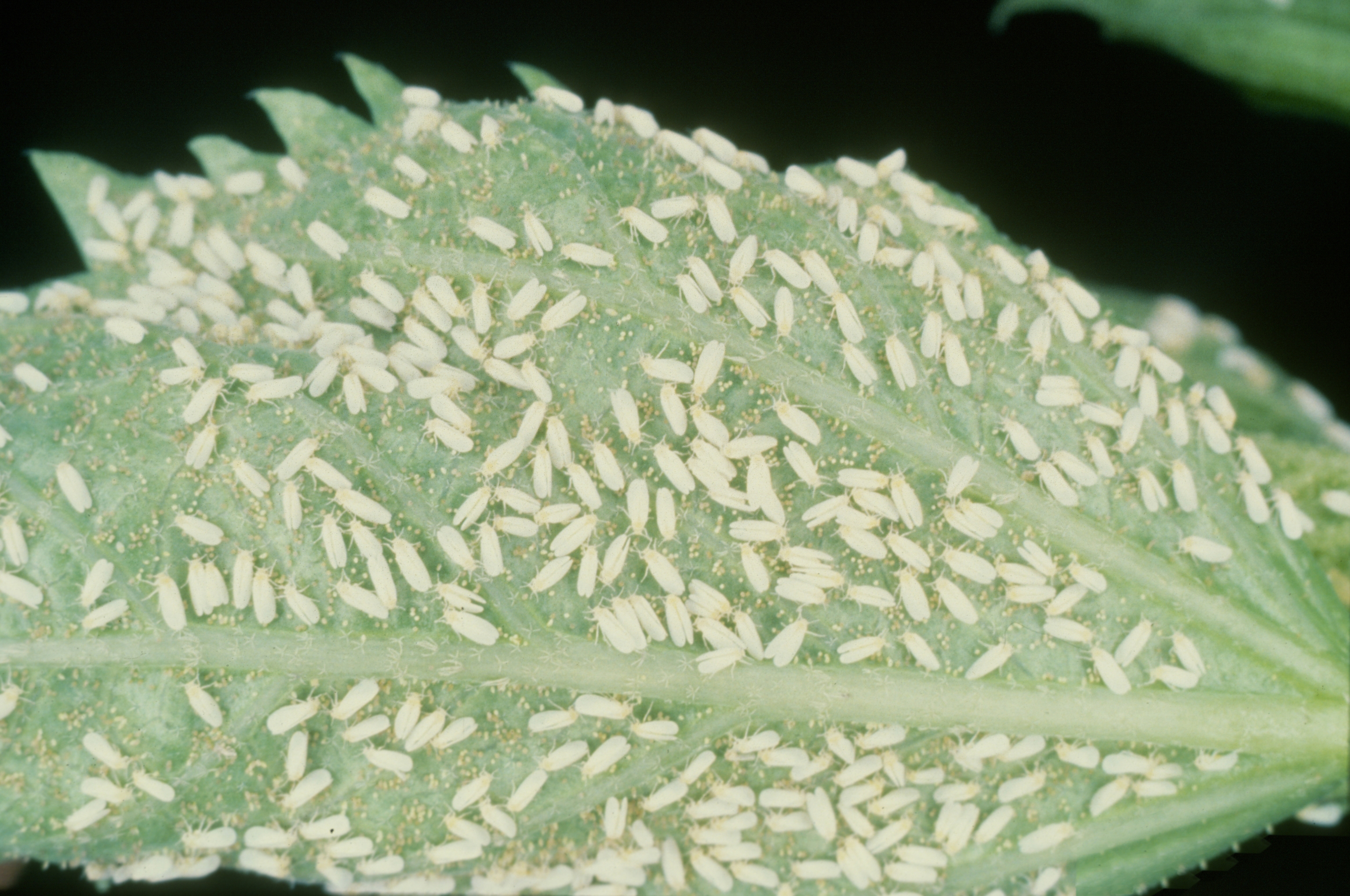